# 케이트 (문서 편집기)
케이트(Kate) 또는 KDE 어드밴스트 텍스트 에디터(KDE Advanced Text Editor)는 KDE 자유 소프트웨어 공동체가 개발한 소스 코드 편집기이다. 2001년 처음 출시된 K 데스크톱 환경 2 이후로 KDE 소프트웨어 모음의 일부이다. 소프트웨어 개발자용으로 고안된 이 편집기는 문법 강조, 코드 폴딩, 사용자 지정 레이아웃, 정규 표현식 지원, 확장 기능을 제공한다.

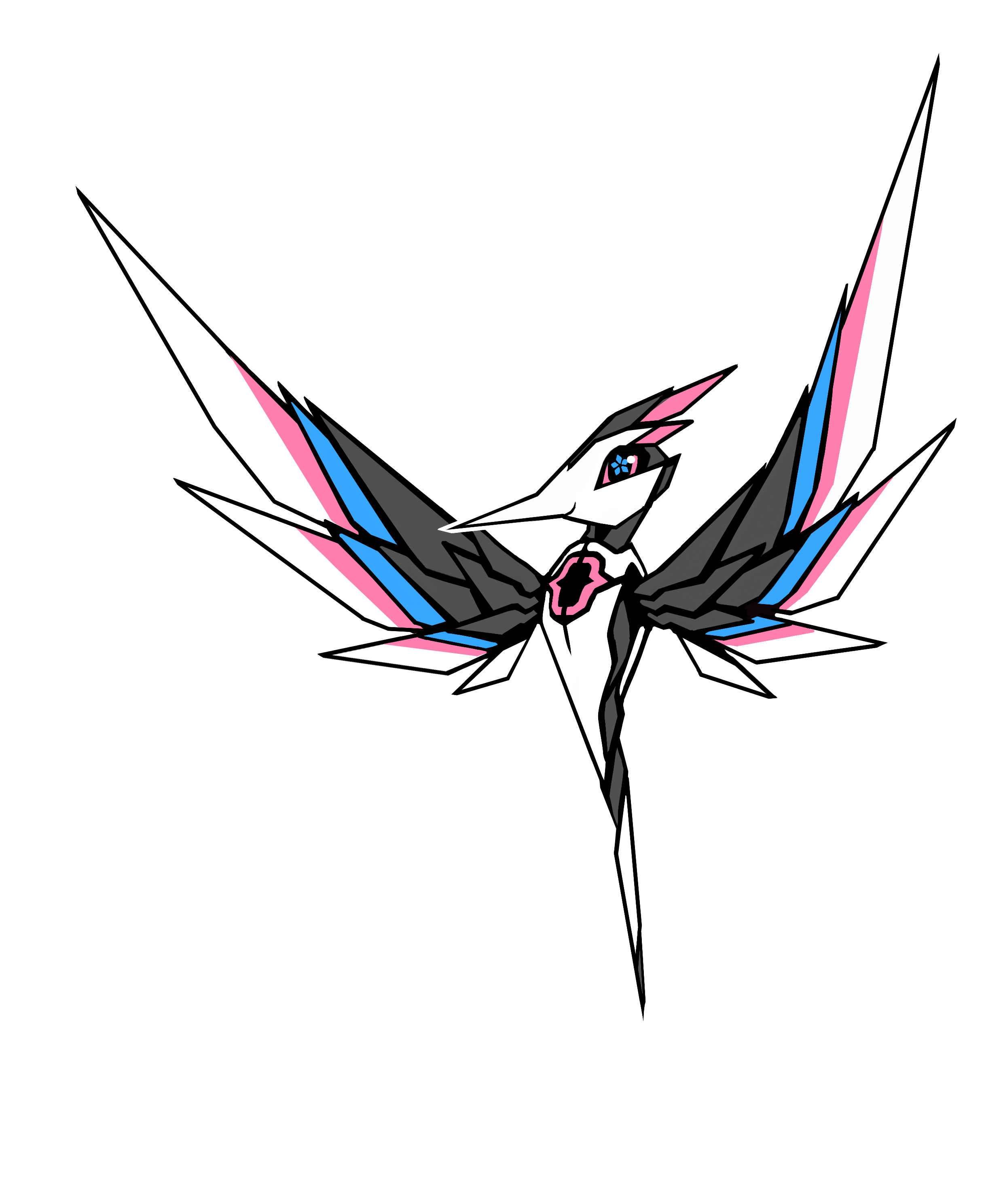
케이트 더 우드페커. 케이트 편집기의 마스코트

"케이트 더 우드페커"는 케이트 편집기의 마스코트이며 2014년 타이슨 탄에 의해 디자인되었다.

## 역사
케이트는 2001년 릴리스 2.2부터 KDE 소프트웨어 모음의 일부이다. KParts 기술이기 때문에 다른 KDE 애플리케이션의 편집 구성 요소로서 케이트를 임베드할 수 있다. 케이트를 편집 구성 요소로 사용하는 주요 KDE 애플리케이션들은 통합 개발 환경 KDevelop, 웹 개발 환경 Quanta Plus, LaTeX 프론트엔드 Kile을 포함하고 있다.
케이트는 리눅스 보이스 매거진의 고급 문서 편집기 비교 부문을 수상했다.
2014년 7월 기준으로, 돌핀, 콘솔, KDE 텔레파시, 야쿠아케와 더불어 케이트를 KDE 프레임웍스 5로 포팅하기 시작했다.

## 기능
케이트는 코드 폴딩 규칙과 함께 300개 이상 파일 포맷의 문법 강조 기능을 제공하는 소스 코드 편집기이다. 문법 강조 기능은 XML 파일을 통해 확장이 가능하다. UTF-8, UTF-16, ISO-8859-1, ASCII 인코딩 스킴을 지원하며 파일의 문자 인코딩을 자동으로 감지할 수 있다.
케이트는 자체 vi 입력 모드를 통해 모달(modal) 문서 편집기로 사용할 수 있다.

## 같이 보기
- 문서 편집기 목록